# Marija Poliwanowa
Marija Siemionowna Poliwanowa (ros. Мария Семёновна Поливанова, ur. 24 października 1922 we wsi Naryszkino w obwodzie tulskim, zm. 14 sierpnia 1942 k. wsi Sutoki w obwodzie nowogrodzkim) – radziecka snajperka, czerwonoarmistka, Bohater Związku Radzieckiego (1943).

## Życiorys
Urodziła się w rodzinie robotniczej. Skończyła szkołę średnią, pracowała w Instytucie Naukowo-Badawczym "Orgawiaprom" w Moskwie. Po ataku Niemiec na ZSRR skończyła szkołę snajperów, od października 1941 w składzie batalionu moskiewskiego pospolitego ruszenia rejonu kominternowskiego 3 Moskiewskiej Komunistycznej Dywizji Piechoty Pospolitego Ruszenia) uczestniczyła w obronie Moskwy, a od stycznia 1942 walczyła na Froncie Północno-Zachodnim. Była snajperką i instruktorką strzelania 528 pułku piechoty 130 Dywizji Piechoty 1 Armii Uderzeniowej Frontu Północno-Zachodniego. 13 sierpnia 1942 została odznaczona Orderem Czerwonej Gwiazdy, następnego dnia zginęła w walce. Uchwałą Prezydium Rady Najwyższej ZSRR z 14 lutego 1943 pośmiertnie otrzymała tytuł Bohatera Związku Radzieckiego i Order Lenina. Jej imieniem nazwano ulice w Moskwie i Surgucie.